# Chrono Trigger
Chrono Trigger is een role playing game (RPG) computerspel voor de Super Nintendo Entertainment System ontwikkeld en uitgegeven door Square (nu Square Enix) in 1995. Het spel is gemaakt met hulp van de bekende Dragon Ball-tekenaar Akira Toriyama. Het is nooit als PAL-versie op de markt gekomen. Square, bekend van Final Fantasy, vond het computerspel Secret of Evermore, dat gemaakt was door de Noord-Amerikaanse divisie van het bedrijf, destijds meer geschikt voor de Europese markt. Ook de remake op de PlayStation is nooit in PAL-gebieden uitgebracht. Om deze redenen wordt Chrono Trigger op computersystemen als IBM-pc geëmuleerd.
Square Enix bevestigde op 2 juli 2008 dat Chrono Trigger eind 2008 in Noord-Amerika voor de Nintendo DS zou verschijnen onder de naam Chrono Trigger DS. Het bedrijf bevestigde ook dat de Nintendo DS-versie begin 2009 voor het eerst op de Europese markt zou verschijnen. Square-Enix kondigde in 2010 een iOS-versie aan, die op 9 december 2011 uitkwam.

## De hoofdpersonen
Sommige van de hoofdpersonen uit het spel komen uit de toekomst of uit het verleden.
De huidige tijd in het spel is 1000 A.D.
- Crono (1000 A.D.) is de stille protagonist en de held van het verhaal. Zijn magisch element is Bliksem. Aan het eind wordt hij gedood door Lavos, maar halen de helden hem weer terug met de Chrono Trigger, oftewel het Tijd-Ei. Zijn naam verwijst naar Chronos, de god van de tijd;
- Marle (1000 A.D.) is een prinses die undercover de Millennium Fair bezoekt. Ze is een tomboy die zich de kaas niet van het brood laat eten en desnoods tegen haar eigen vader, de koning, ingaat. Haar echte naam is Nadia, en haar magisch element is Water;
- Lucca (1000 A.D.) is de dochter van een uitvinder en is zelf ook zeer behendig met techniek. Ze vindt een machine uit waarmee ze de tijdportalen kan beheersen. Haar magisch element is Vuur;
- Magus (12.000 B.C.) was als de zoon van de koningin van Zeal bekend als Janus. Na een ongeluk wordt hij naar het jaar 600 A.D. verplaatst waar de "mystic" Ozzie hem opleidt tot de gevreesde tovenaar Magus. Het grootste deel van het spel is hij een antagonist, pas later sluit hij zich bij Crono aan. Zijn magisch element is Schaduw, maar Spekkio kan hem geen magie meer leren omdat hij dit al door zijn afstamming uit Zeal kent. Magus is een verwijzing naar Mohammed; zijn mystics wonen in de plaats Medina, hij is geboren uit een belangrijke familie, zijn leeftijd in 600 A.D. komt overeen met het vermoedelijk geboortejaar van Mohammed, en hij staat later bekend als de Profeet;
- Frog (600 A.D.) heet eigenlijk Glenn en is door Magus in een levensgrote kikker veranderd. Zijn spraakgebruik doet middeleeuws aan, maar in zijn menselijke vorm praat hij normaal Engels net zoals zijn tijdgenoten. In de Japanse versie is zijn taalgebruik grover dan in de Engelse vertaling. Zijn magisch element is Water;
- Robo (2300 A.D.) is een robot uit de toekomst die door Lucca gerepareerd wordt. Hij kan geen magie gebruiken omdat hij niet leeft, maar zijn aanvallen zijn Schaduw;
- Ayla (65.000.000 B.C.) is een holenvrouw uit de prehistorie. Wellicht is ze vernoemd naar de hoofdpersoon uit de boeken van Jean M. Auel. Zij kan geen magie gebruiken omdat magie in haar tijd nog niet bestond, maar maakt dit goed met haar sterke fysieke aanvallen.

### Bijpersonen
- Crono's moeder (1000 A.D.), die denkt dat haar zoon een dagje uit is naar de kermis en daar al zijn 'nieuwe vrienden' heeft leren kennen. De hele strijd tegen Lavos en de terdoodveroordeling, de dood en het weer terughalen van haar zoon gaan geheel aan haar voorbij en ze loopt uiteindelijk per ongeluk in een tijdportaal.
- De Guru's (12.000 B.C.), wijze mannen uit Zeal die door een ongeluk naar 1000 AD, 2300 AD en het Einde der Tijden zijn getransporteerd. In de Engelse versie heten ze Melchior, Gaspar, en Belthasar, maar in de Japanse versie hebben ze geen Bijbelse namen.
- Koning Guardia (1000 A.D.), Marle's vader. Hij stelt zich onder invloed van zijn kanselier (in werkelijkheid een vermomde mystic) hard op en raakt hierdoor in conflict met zijn dochter.
- De kanseliers (600 A.D. en 1000 A.D.). De kanseliers zijn slachtoffer van complotten en worden door respectievelijk Yakra en Yakra XIII ontvoerd en in een kist opgesloten, zodat de Yakra's in vermomming hun plaats kunnen innemen.
- Cyrus (600 A.D.), de ridder wiens schildknaap eens Glenn (Frog) was. Frog kijkt erg tegen hem op terwijl Cyrus zelf toegeeft dat Frog een betere zwaardvechter is dan hij.
- Schala (12.000 B.C.), Magus' oudere zus, wier magie en pendant koningin Zeal wil misbruiken om via Lavos onsterfelijkheid te verwerven. Schala weet dat haar moeder iets slechts doet, maar ze durft niet ongehoorzaam te zijn.
- Spekkio, de Meester van de Magie (Einde der Tijden). Hij leert de protagonisten magie gebruiken. Zijn naam betekent 'spiegel' in het Italiaans (specchio), en refereert aan het feit dat zijn uiterlijk en kracht toenemen op basis van het gemiddeld level van de karakters.
- Katten spelen een rol in het spel. Zowel Crono als Magus hebben een eigen kat, en een kat helpt bij het gevecht tegen Ozzie. Op de kermis is een meisje haar kat kwijt; als de speler hem terugbrengt zal het meisje nadien voor Crono getuigen in diens proces. Op diezelfde kermis staat een robotkat genaamd Gato (Spaans voor kat) waar men tegen kan vechten. Crono kan ook op de kermis kattenvoer winnen voor zijn kat waardoor er steeds meer (tot maximaal 15) katten in zijn huis komen. Uiteindelijk lopen Crono's katten weg waardoor zijn moeder bij het achtervolgen per ongeluk in een tijdportaal stapt.

### Antagonisten
- Lavos (alle tijden), een parasitaire buitenaardse levensvorm die de aarde van binnenuit consumeert. Hij ziet eruit als een reusachtige egel. De wijze waarop hij als een meteoriet neerstort en het leven beïnvloedt, doet denken aan It van Stephen King. De naam is afkomstig van Ayla's taal: 'la' betekent vuur, en 'vos' betekent groot. Het lijkt alsof hij de tijdportalen creëert maar uiteindelijk wordt gehint dat een andere Entiteit hiervoor verantwoordelijk is.
- Koningin Zeal (12.000 B.C.), de koningin van het magische rijk Zeal die onder invloed van Lavos raakt.
- Moederbrein (2300 A.D.), de computer die alle robots beheerst en voor Lavos alle mensen wil uitroeien.
- Yakra en zijn nakomeling Yakra XIII (600 en 1000 A.D.), mystics die zich als de kanselier vermommen om zo het rijk Guardia te corrumperen.
- Azala (65.000.000 B.C.), de leider van de Reptites die met Ayla en haar stam strijd om dominantie over de aarde.
- Dalton (12.000 B.C.), de voornaamste generaal van koningin Zeal die na de ondergang van het koninkrijk probeert met de laatste overgebleven technologie een nieuw rijk te stichten met zichzelf als koning.
- Ozzie (600 A.D.), een katachtige mystic die Magus mentor en rechterhand is. Na Magus' verdwijning neemt hij de leiding van de mystics over. In een optionele sidequest kunnen de helden ook hem verslaan; wanneer Magus dan in de groep zit scheldt Ozzie hem uit voor verrader. Wanneer Ozzie verslagen wordt in het jaar 600, zullen de mystics in het jaar 1000 geen wraagevoelens tegen de mensheid meer koesteren en zijn mensen welkom in Medina. Waarschijnlijk is zijn Engelse naam afgeleid van de Engelse singer en songwriter Ozzie Osbourne.[2] Ook de andere twee generaals Slash en Flea zijn vernoemd naar bekende pop-artiesten. Zijn nazaat is in het jaar 1000 A.D. dorpshoofd van Medina.

## Verhaal
Het verhaal speelt zich af in 1000 A.D., als Crono op een morgen wakker wordt en later op de dag Marle tegenkomt. Ze gaan op bezoek bij een vriendin, Lucca, die ondertussen een teleporter gemaakt heeft en deze op de kermis tentoonstelt. Maar bij het testen loopt alles fout, Marle wordt ongewild opgezogen (dankzij haar hanger) in een tijdsportaal naar het jaar 600 A.D.
In 600 A.D. weten Crono en Lucca maar net te voorkomen dat Marle door middel van een grootvaderparadox (in haar geval een 'grootmoederparadox') haar eigen bestaan uitwist. Lucca kan nu met behulp van een afstandsbediening de tijdsportalen, die blijkbaar door de interactie tussen haar verplaatsmachine en de hanger zijn ontstaan, beheersen.
Crono brengt Marle, die eigenlijk prinses Nadia blijkt te zijn, terug naar haar vader. De koning toont zich niet dankbaar, maar beschuldigt Crono echter ervan Marle te hebben ontvoerd en laat hem ter dood veroordelen. Lucca schiet echter te hulp en ook Marle, boos dat ze niet geloofd wordt, sluit zich bij Crono aan. Ze vluchten naar het jaar 2300 A.D., waar hen een doodse wereld wacht. In het jaar 1999 was de beschaving vernietigd door het wezen Lavos, dat uit het binnenste van de aarde kwam. De groep weigert een dergelijke toekomst te accepteren en besluit de geschiedenis te veranderen zodat de Dag van Lavos in 1999 niet plaats zal vinden. Ook repareren ze een robot, Robo.
De eerste hint ligt in het jaar 600 A.D., waar een strijd woedt tussen de mensen van het koninkrijk Guardia en de 'mystics' onder leiding van de tovenaar Magus en zijn assistent Ozzie. De tovenaar Magus heeft rond die tijd Lavos geschapen, en de groep besluit dus Magus te verslaan zodat hij Lavos niet kan creëren. Frog, die de groep al eerder had geholpen, sluit zich nu aan. Hij blijkt de legendarische held die Magus verslaat met een legendarisch zwaard dat wordt gerepareerd met Dreamstone uit de prehistorie. Magus wordt door de groep gestoord bij het oproepen van Lavos, die hierdoor ongecontroleerd tijdportalen creëert die Magus en de groep naar verschillende tijden verplaatsen.
Crono en zijn vrienden arriveren in de prehistorie, waar ze de holenvrouw Ayla helpen de Reptites (intelligente humanoïde dinosauriërs) te verslaan. Hierbij zien ze de komst van Lavos: als een meteoor valt hij op aarde en graaft zich in. Hierbij creëert hij een tijdportaal dat de groep naar het jaar 12,000 BC leidt. Door de inslag raakt tevens het klimaat verstoord. De Reptites sterven uit en de mensen en zoogdieren heersen vanaf nu, maar een ijstijd breekt aan.
In 12,000 BC heerst een ijstijd en is de mensheid verdeeld in de Verhevenen die magie kunnen gebruiken en in het zwevende paradijselijke land Zeal wonen, en de Aardgebondenen die op het ijskoude oppervlak moeten wonen en als minderwaardige slaven worden behandeld. Koningin Zeal bouwt, geholpen door een profeet, aan een onderzees paleis en een machine (Mammon Machine), die energie van Lavos moeten aftappen en haar onsterfelijk moet maken. Haar dochter Schala en zoontje Janus helpen de groep, beseffend dat hun moeder door Lavos gecorrumpeerd is en gebruikt wordt. Bovendien vermoeden ze dat het activeren van het paleis grote gevolgen zal hebben. De groep komt net te laat om de activatie van het onderzees paleis te verhinderen en Lavos komt tevoorschijn. De profeet onthult zichzelf als Magus. Magus en Crono proberen Lavos te stoppen maar falen, waarbij Crono wordt gedood. Lavos vernietigt Zeal waarbij een vloedgolf alles overstroomt. Door de chaos breekt het wolkendek en eindigt de ijstijd.
De groep heeft een gesprek met Magus die de ramp eveneens overleefd heeft. Hij wilde Lavos slechts oproepen om hem te kunnen bestrijden, zowel de eerste keer in 600 A.D. als de tweede keer in 12,000 B.C. Eigenlijk is hij Janus, het zoontje van de koningin, en is als jongetje in een door Lavos gecreëerde tijdsportaal naar 600 A.D. getransporteerd. Daar leidde de mystic Ozzie hem op tot tovenaar en leider van de mystics, maar zijn werkelijke doel was Lavos te vernietigen en Schala te vinden. Met tegenzin zet Frog zich over zijn rancune jegens Magus heen, en de laatste sluit zich bij de groep aan. Magus raadt hun aan naar de wijze Melchior te gaan omdat die misschien een manier heeft om Crono terug te brengen. Lavos blijkt helemaal geen creatie van Magus, maar is een parasiet uit de ruimte die zich met de levensenergie van organismen voedde om uiteindelijk de wereld voor zichzelf op te eisen, zich voort te planten, en zijn kinderen de ruimte in te sturen.
Na het terugbrengen van Crono en het rechtzetten van een aantal misstanden in de tijd trekt de groep ten strijde tegen Lavos en verslaat hem, waardoor de toekomst is gered. Dit deel is overigens, geheel in SquareSoft stijl, non-linear. De speler kan zelf beslissen of hij iets wel of niet doet (inclusief het terugbrengen van Crono), en kan ook de tijd en wijze uitkiezen waarop hij de strijd met Lavos aanbindt. Na de strijd keert iedereen terug naar zijn eigen tijd terwijl Magus door de tijd op zoek gaat naar zijn zuster Schala. In 1000 A.D. vermaken Crono, Lucca en Marle zich in de parade waarmee de kermis wordt afgesloten, maar dan worden ze opgeschrikt door Crono's moeder die zijn katten achterna zit. Ze waren weggelopen omdat Crono hun niet te eten had gegeven. Crono's moeder loopt hierbij per ongeluk in een tijdportaal en dat is het begin van een nieuw avontuur.
Het spel staat erom bekend dat het (vooral met de New Game + variant die na het uitspelen beschikbaar wordt) zeer veel mogelijke eindes heeft, afhankelijk van wat men doet en laat en wanneer in het spel de speler Lavos verslaat.

## Tijdlijn
De tijdlijn van het spel is gebaseerd op verschillende elementen in de werkelijke geschiedenis, en verloopt ruwweg als volgt:
- 65,000,000 BC: De wereld bestaat uit één Pangaea-achtig continent. De reptielachtige Reptites heersen maar hun heerschappij wordt betwist door de opkomende mensheid. De aankomst van Lavos veroorzaakt een ijstijd en de Reptites sterven uit. Het jaartal komt overeen met het vermoedelijke tijdpunt van de meteoorinslag aan het einde van het Krijt. In overeenstemming met veel fictie maar in strijd met de werkelijkheid leven er prehistorische mensen naast dinosauriers. Het mythische Dreamstone, waar zowel de hanger en de Masamune als de Mammon Machine van zijn gemaakt, heeft zijn oorsprong in deze tijd.
- 12,000 BC: Op Aarde heerst een ijstijd maar boven de wolken zweeft het koninkrijk Zeal waar (waarschijnlijk door inversie) aangenamere temperaturen heersen. In Zeal wonen mensen die magie kunnen gebruiken en die de niet-magiegebruikers onderdrukken en de toegang tot Zeal ontzeggen. De koningin raakt geobsedeerd door de macht van Lavos en probeert deze te bezitten met behulp van de Mammon Machine. Hierdoor wekt ze Lavos, en deze brengt Zeal ten val. Dit doet denken aan de val van Atlantis. Na de val van Zeal is de mensheid herenigd maar ontsnappen de magische wezens die er ook woonden en die ter vermaak dienden. Deze worden later de Mystics. Zeal is behalve op Atlantis ook gebaseerd op het Perzische Rijk; de architectuur, kleding en achtergrondmuziek doen Perzisch aan en een van de steden heet Kajar. Het jaartal 12,000 BC komt overeen met het einde van de laatste ijstijd op Aarde.
- 600 AD: De Middeleeuwen, een tijd van ridders en kastelen. Het koninkrijk Guardia wordt aangevallen door de Mystics geleid door Magus. Dit is een referentie aan de strijd tussen christenen en moslims. De aanval mislukt en de Mystics trekken zich terug in hun dorp Medina. De techniek is op een lager niveau dan in 12,000 BC en 1000 AD, alles is eenvoudiger, en er overheersen donkerder tinten. Dit is een verwijzing naar de manier waarop de Middeleeuwen vaak incorrect in fictie werden geportretteerd, als 'donkere eeuwen', waarin na de val van Rome Europa werd teruggeworpen in barbarisme.
- 1000 AD: Het heden. Het is vrede en de techniek ontwikkelt zich, zo is er stoomkracht en worden de eerste robots ontwikkeld (de robotkat Gato). Lucca en haar vader vinden teleportatie uit. Er zijn nog mystics die rancune tegen mensheid koesteren omwille van hun overwinning 400 jaar eerder. In Medina bevindt zich een tijdportaal in een kleerkast in een huis, een verwijzing naar Het betoverde land achter de kleerkast van C.S. Lewis.
- 1999 AD: De apocalyps. Lavos ontwaakt, vernietigt de beschaving, en claimt de wereld. Dit scenario wordt uiteindelijk bij het uitspelen vermeden. De techniek is vergevorderd, met steden onder koepels. Het jaartal komt overeen met het geloof van veel mensen dat het einde van het millennium het einde van de wereld zou brengen.
- 2300 AD. De verre toekomst. Lavos heerst en de aarde is verworden tot een woestenij. Lavos is zich aan het voortplanten en bereidt zich voor gebroed de ruimte in te schieten om andere planeten te corrumperen. Dit scenario wordt uiteindelijk bij het uitspelen vermeden.

## Fangames
In mei 2009 ontvingen fans, die bezig waren met een gigantische mod voor Chrono Trigger genaamd Chrono Trigger: Crimson Echoes, een dwangbevel van Square Enix om de mod in z'n totaal te vernietigen, en dus niet uit te brengen.

## Platforms
| Jaar | Platform                                          |
| ---- | ------------------------------------------------- |
| 1995 | SNES                                              |
| 1999 | PlayStation                                       |
| 2008 | Nintendo DS                                       |
| 2011 | iPhone, PlayStation 3, PSP, Virtual Console (Wii) |
| 2012 | Android, PS Vita                                  |
| 2018 | pc                                                |

## Ontvangst
| Beoordeeld door                      | Jaar | Platform    | Score |
| ------------------------------------ | ---- | ----------- | ----- |
| DarkZero                             | 2009 | Nintendo DS | 100%  |
| Defunct Games                        | 2011 | Wii         | 100%  |
| Legendra                             | 2009 | Nintendo DS | 90%   |
| neXGam                               | 2002 | SNES        | 90%   |
| RPGamer                              | 2003 | SNES        | 90%   |
| Video Games & Computer Entertainment | 1995 | SNES        | 80%   |
| Random Access                        | 2013 | PlayStation | 80%   |
| Cubed3                               | 2003 | SNES        | 80%   |
| Thunderbolt Games                    | 2007 | PlayStation | 70%   |
| Retroguiden                          | 2010 | SNES        | 70%   |

## Trivia
- Het spel is opgenomen in het boek 1001 Video Games You Must Play Before You Die van Tony Mott.
- Ieder personage heeft een eigen leidmotief. Dat van Robo lijkt opvallend veel op Never Gonna Give You Up van Rick Astley. Yasunori Mitsuda, die de muziek heeft gecomponeerd, heeft echter aangegeven dat hij op dat moment geen idee had van Rick Astley of diens muziek.[5] Ook Lavos en koningin Zeal hebben een eigen leidmotief.